# Коле Санита
Ко̀ле Санѝта (на италиански: Colle Sannita; на неаполитански: Ro Coll, Ро Колъ) е малко градче и община в Южна Италия, провинция Беневенто, регион Кампания. Разположено е на 729 m надморска височина. Населението на общината е 2680 души (към 2010 г.).